# Вулиця Лідії Пономаренко
Вулиця Лідії Пономаренко — вулиця в Деснянському районі міста Києва.

## Історія
Виникла як вулиця Проектна 13123. 2021 року вулиці присвоєно назву на честь української геодезистки, краєзнавиці, дослідниці топонімії Лідії Пономаренко.